# 斯波氏頼
斯波 氏頼（しば うじより、生没年不詳）は、南北朝時代の武将、守護大名。若狭守護。斯波高経の3男。兄に家長、氏経、弟に義将、義種。叔父には奥州斯波氏の祖となる家兼がいる。妻は佐々木道誉（京極高氏）の娘。官職は左近衛将監、左衛門佐。
足利一門の御曹司として、早くから左近将監、左衛門佐と官職に就き、若狭守護に任じられるなど重用され、幕府の実力者である佐々木道誉の婿にもなった。長兄家長は早くに戦死し、次兄氏経も九州探題に任命されたが九州攻略に失敗して失脚していたため、後に室町幕府執事（管領）が空席となった際、周囲よりその座に推されるなど斯波氏の後継者として目されていたようであるが、父高経は氏頼の弟である義将や義種を偏愛して氏頼を疎んじていたためこれを退けた。こうした父の仕打ちに世を儚んだ氏頼はまもなく出家し、近江に遁世したとされる。

## 系譜
- 父：斯波高経
- 母：不詳
- 妻：佐々木道誉の娘